# 윤갑근
윤갑근(尹甲根, 1964년 6월 9일~)은 대한민국의 법조인, 정치인이다.
제29회 사법시험 합격 후 검사로 활동했고, 2009년 수원지검 제2차장으로 있을 때 김상곤 경기교육감 직무유기 사건을 맡았다. 그 후 서울중앙지검 제3차장으로 영전해서 '중앙선관위 DDos 공격 사건', '서울시 공무원 간첩증거 조작사건' 등 굵직한 수사를 차례로 맡아 해결하며 검찰 내 특수통으로 활동했다.
2016년 8월에는 대구고등검찰청 검사장 재직 중 우병우 민정수석과 이석수 특별감찰관에 대한 특별수사팀장을 맡았다.
2019년 7월 10일 결국 자유한국당에 입당하였다. 
2020년 21대 총선에서 청주시 상당구에 출마선언을 하고 예비후보 등록을 마쳤다. 지역구 현역 국회의원인 같은 당의 정우택이 충북도지사와 원내내표를 지낸 거물이라 경선을 뚫기는 쉽지 않을 것으로 보였으나, 지역 정치권의 변화에 대한 열망으로 윤갑근이 공천을 받았다.
2020년 4월 15일 21대 총선 출구조사에서 더불어민주당 정정순 후보와 0.7%의 차이의 초접전으로 나타났으며, 개표 결과 3천여표 차이로 패배했다. 이후 7월 15일에 미래통합당의 도당 합의 의견으로 충북도당위원장으로 추대되었다. 이후 미래통합당이 국민의힘으로 당명 개정을 한 이후에도 그대로 위원장을 맡았다.
한편 더불어민주당의 정정순 국회의원이 회계책임자의 공직선거법 위반으로 2021년 8월에 당선무효형이 확정됨에 따라 국회의원 재선거가 진행되게 되었다. 이에 윤갑근은 정우택과 국민의힘 공천을 두고 경쟁하였으나 경선에서 근소하게 밀려 고배를 들었다.

## 학력
- ~1979년: 미원중학교
- ~1982년: 청주고등학교
- ~1986년: 성균관대학교 법학과 학사

## 경력
- 1987년: 제29회 사법시험 합격
- ~1990년: 제19기 사법연수원
- 1993년: 육군법무관, 대구지방검찰청 경주지청 검사
- 1994년: 부산지방검찰청 검사
- 1996년: 서울지방검찰청 검사
- 1999년: 대구지방검찰청 검사
- 2001년: 청주지방검찰청 검사
- 2002년: 청주지방검찰청 부부장검사
- 2003년: 수원지방검찰청 평택지청 부장검사
- 2004년: 수원지방검찰청 성남지청 제3부장검사
- 2005년 4월~2006년 2월: 제38대 대전지방검찰청 공주지청 지청장
- 2006년: 법무부 범죄예방기획과 과장
- 2008년: 서울중앙지방검찰청 특수2부 부장검사
- 2009년 1월~2009년 8월: 제51대 청주지방검찰청 충주지청 지청장
- 2010년: 수원지방검찰청 2차장검사
- 2011년: 서울중앙지방검찰청 3차장 검사
- 2012년 7월~2013년 4월: 제29대 수원지방검찰청 성남지청 지청장
- 2013년 4월~2013년 12월: 서울중앙지방검찰청 1차장검사
- 2013년 12월~2015년 2월: 대검찰청 강력부 부장
- 2015년 2월~2015년 12월: 대검찰청 반부패부 부장
- 2015년 12월~2017년 6월: 제47대 대구고등검찰청 고검장
- 2016년 8월~2016년 12월: 우병우 이석수 특별 수사팀
- 2017년 6월~2017년 12월: 법무연수원 연구위원
- 2018년 1월~2019년: 변호사윤갑근법률사무소 변호사
- 2019년 2월~: 제12대 한국청소년충북연맹 총장
- 2019년 5월~: 한중도시우호협회 안보위원회 자문위원
- 2019년~: 법무법인 청녕 대표변호사
- 2019년 7월: 자유한국당 입당
- 2020년 3월~: (사)청주청원경찰서모범운전자회 자문위원
- 2020년 3월: 미래통합당 충북도당 청주시 상당구 당협위원장
- 2020년 7월~2020년 9월: 미래통합당 충북도당 위원장
- 2020년 9월~2020년 12월: 국민의힘 충북도당 위원장

## 역대 선거 결과
| 실시년도 | 선거   | 대수 | 직책     | 선거구             | 정당       | 득표수    | 득표율          | 순위 | 당락 | 비고 |
| -------- | ------ | ---- | -------- | ------------------ | ---------- | --------- | --------------- | ---- | ---- | ---- |
| 2020년   | 총선   | 21대 | 국회의원 | 충북 청주시 상당구 | 미래통합당 | 42,682 표 | \| \| 43.97% \| | 2위  | 낙선 |      |
|          | 43.97% |      |          |                    |            |           |                 |      |      |      |